# Ludvika bruk

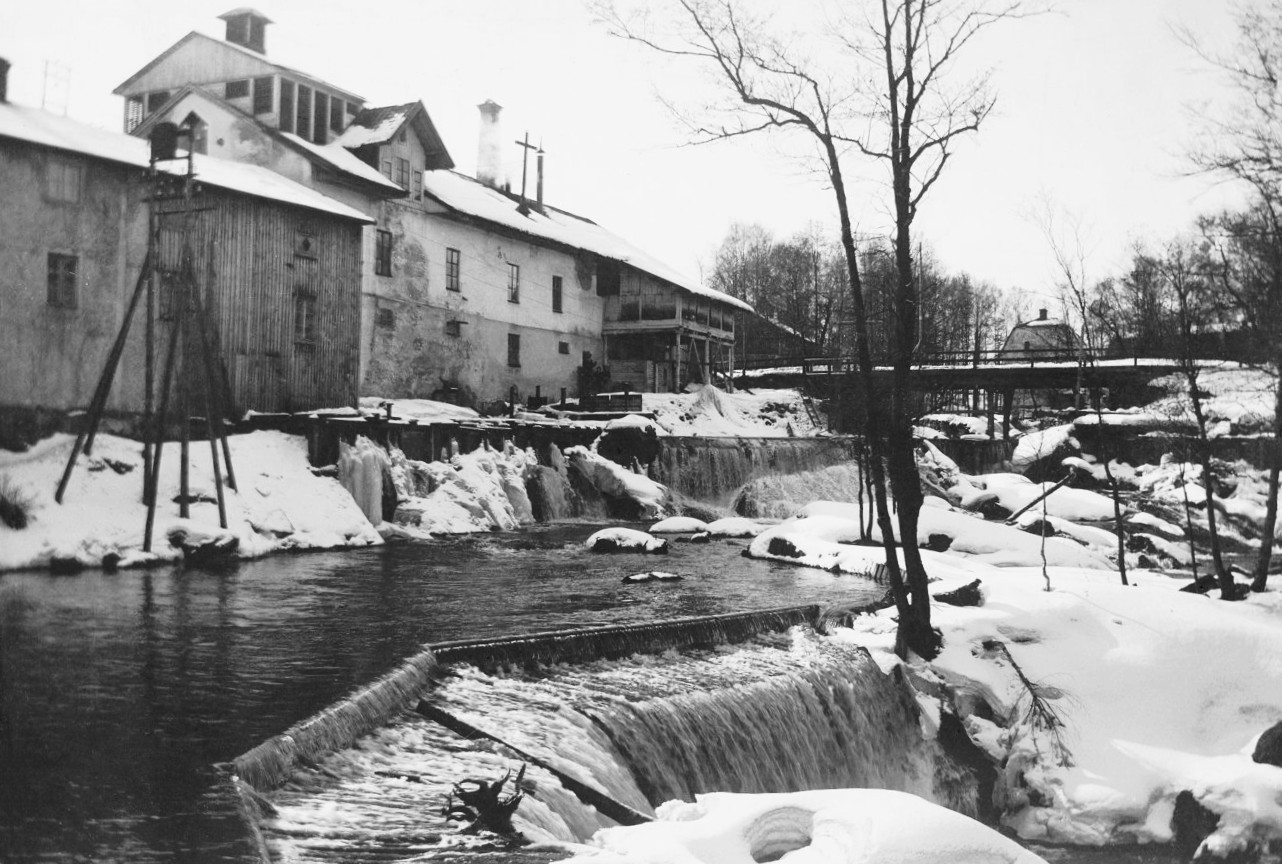
Ludvika bruk och kraftverk kring 1910.

Ludvika bruk (Ludvika kronobruk) var ett järnbruk i nuvarande tätorten Ludvika, Dalarnas län. Bruket anlades vid mitten av 1500-talet och var då Sveriges första kronobruk. Vid mitten av 1700-talet var bruket Dalarnas största järnbruk med ett årligt smide av 2400 skeppund (motsvarande 410 ton) stångjärn. Bruket bidrog på ett avgörande sätt till utvecklingen av Ludvika som kommunens centralort. Verksamheten upphörde 1920. På platsen står idag Ludvika kraftstation, byggd mellan 1901 och 1902. Bevarade är bland annat området Hammarbacken och Ludvika herrgård, som hörde till bruket. Idag (2012) äger ABB herrgården med intilliggande ekonomibyggnader medan övriga delar tillhör Ludvika kommun.

## Historik
Ludvika kronobruk anlades i anslutning till Ludvika ström, som förbinder sjöarna Väsman och Gårlången. Mellan sjöarna finns en cirka 17 meter hög nivåskillnad, som gav kraftigt strömmande vatten, vars energi först vid mitten av 1500-talet kunde nyttjas. Bruket i Ludvika kom till som ett led i Gustav Vasas politik att främja svensk järnproduktion och järnexport på stångjärn. Malmen kom från den närbelägna Ivikens gruva. På 1550-talet byggdes masugn, stångjärnssmedja och sågverk samt något senare även en vattenkvarn. År 1640 omnämndes anläggningen som "ett gammalt kronobruk", som arrenderades av bergmästaren Peder Jönsson.

## Historiska kartor

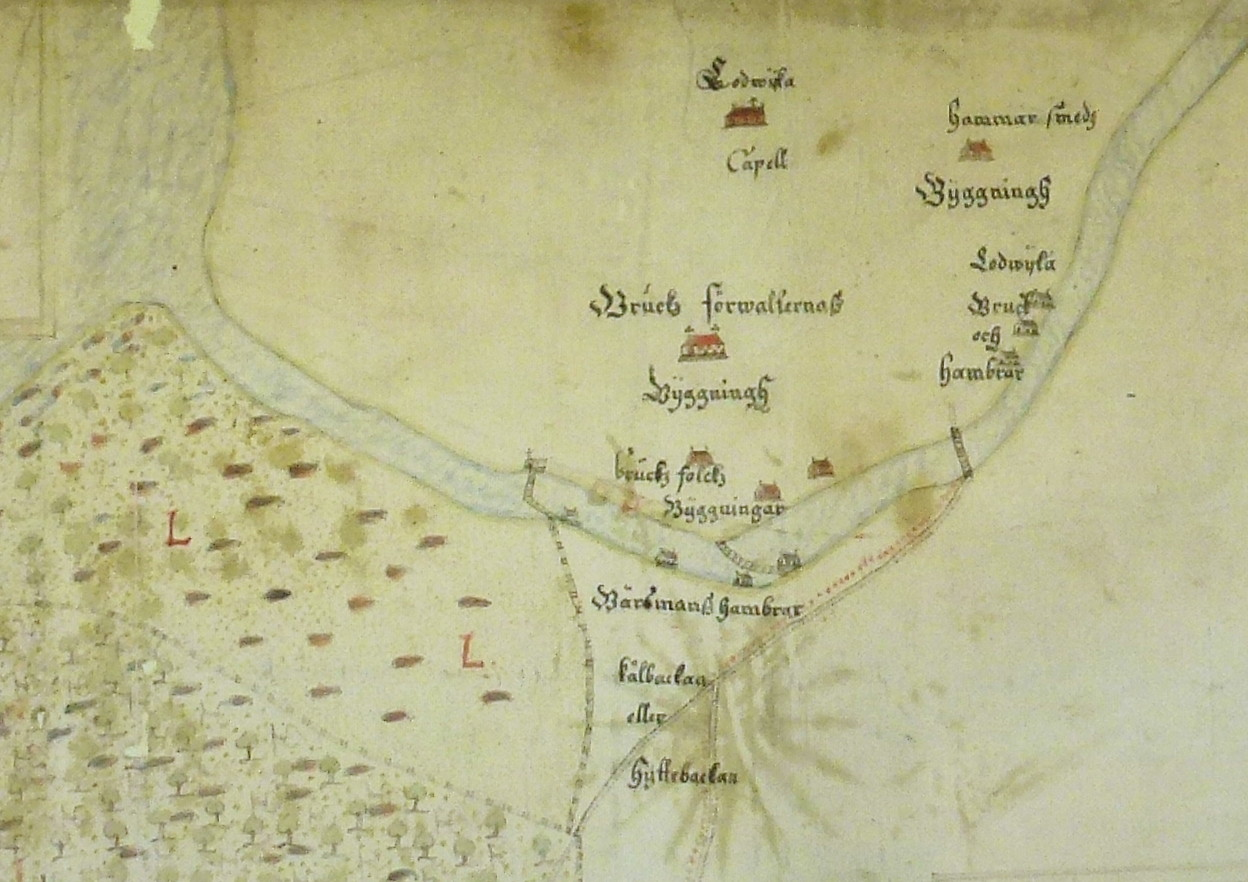
Ludvika bruk 1661
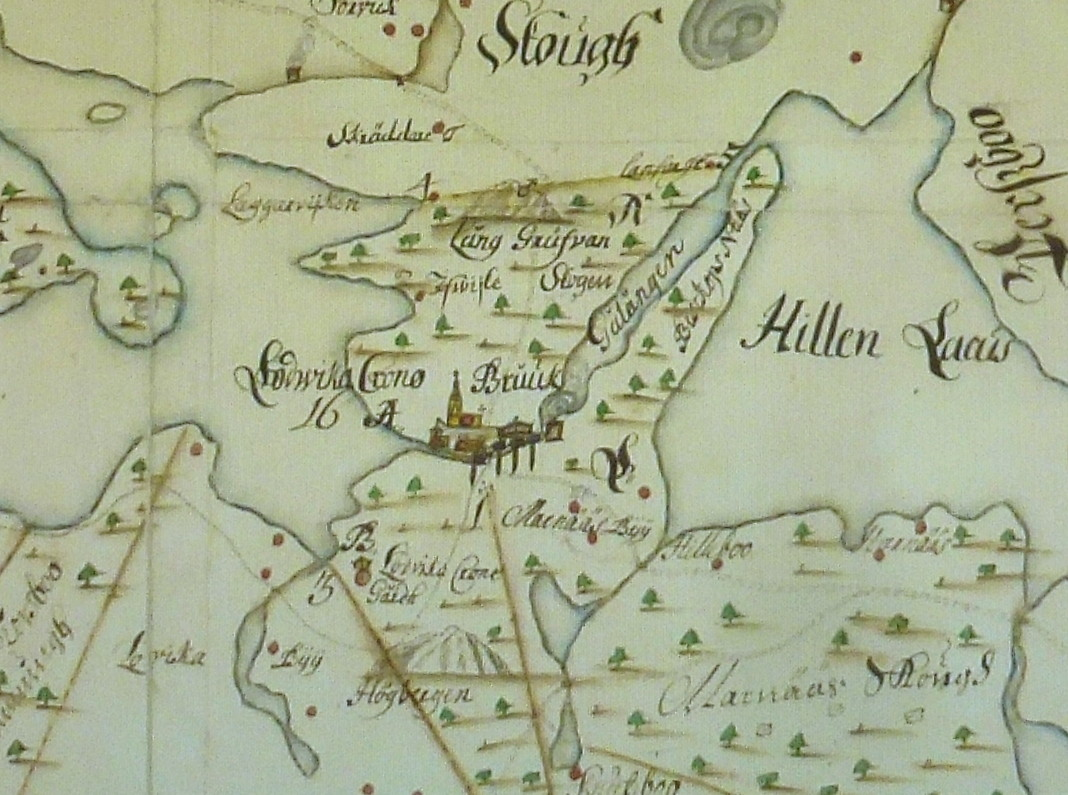
Ludvika bruk 1687
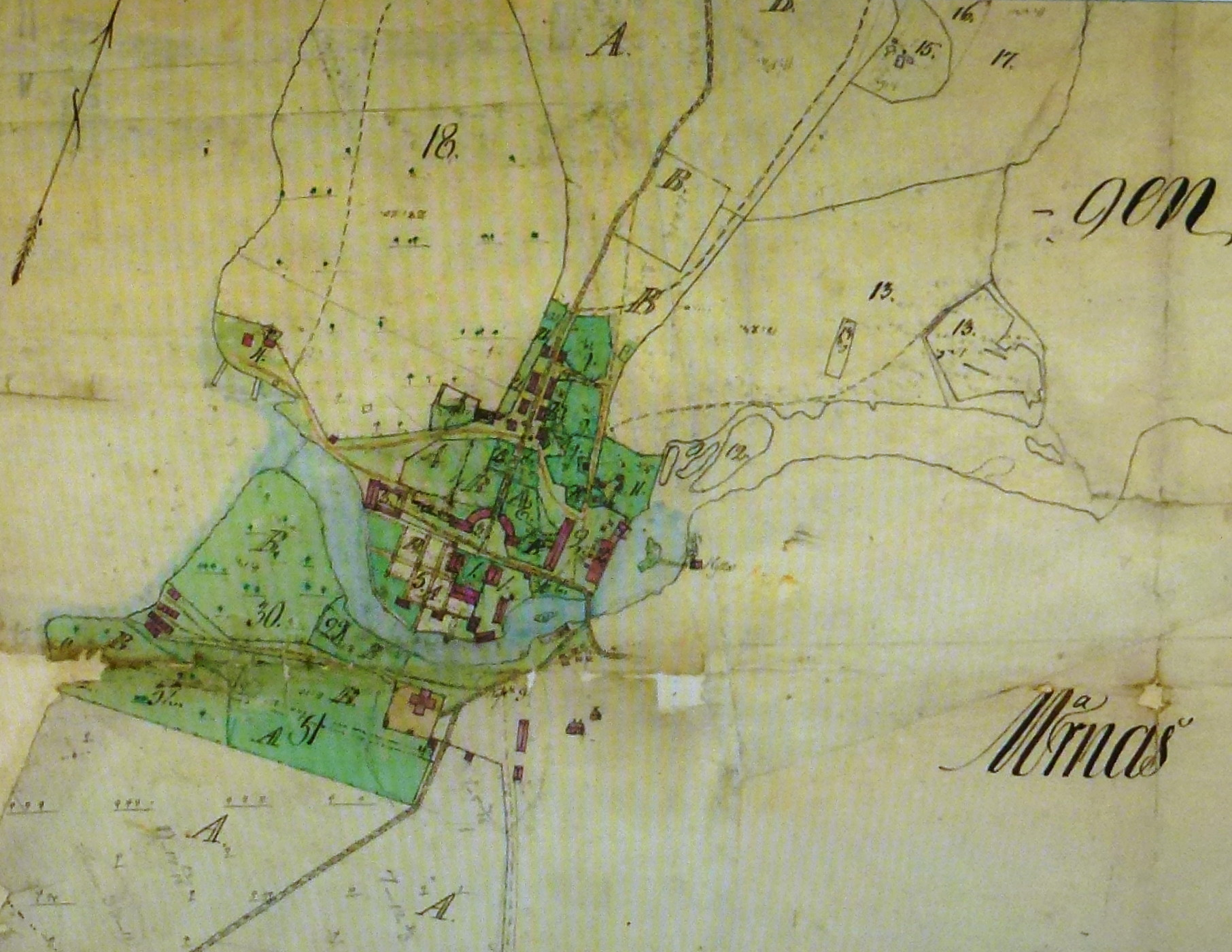
Ludvika bruk 1806
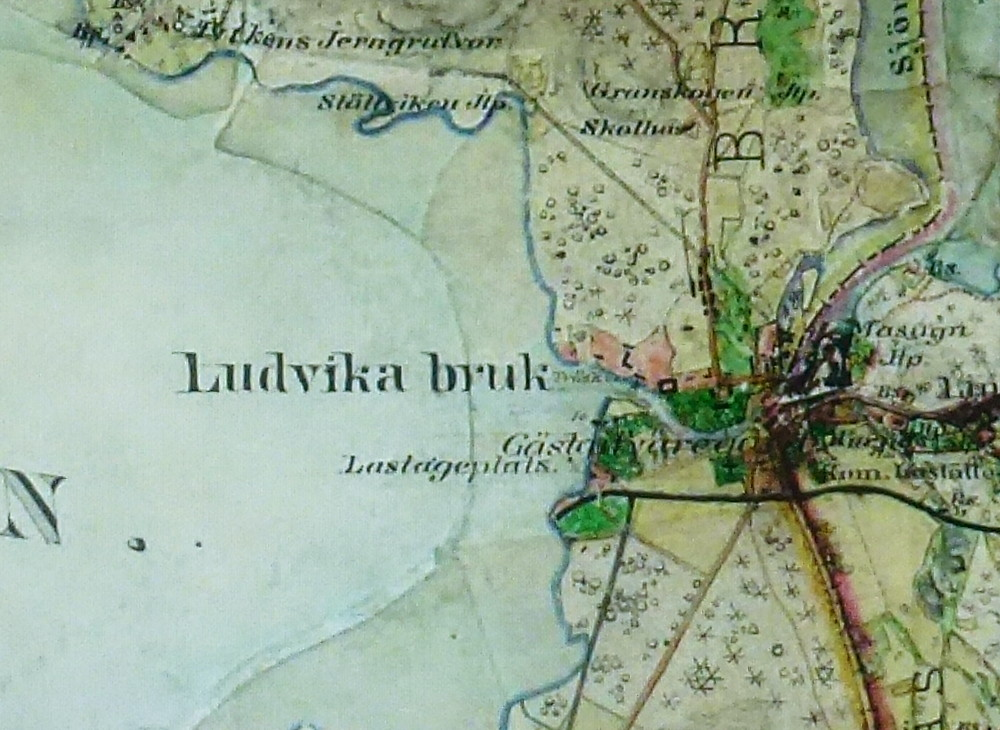
Ludvika bruk 1865

## Nyare historik

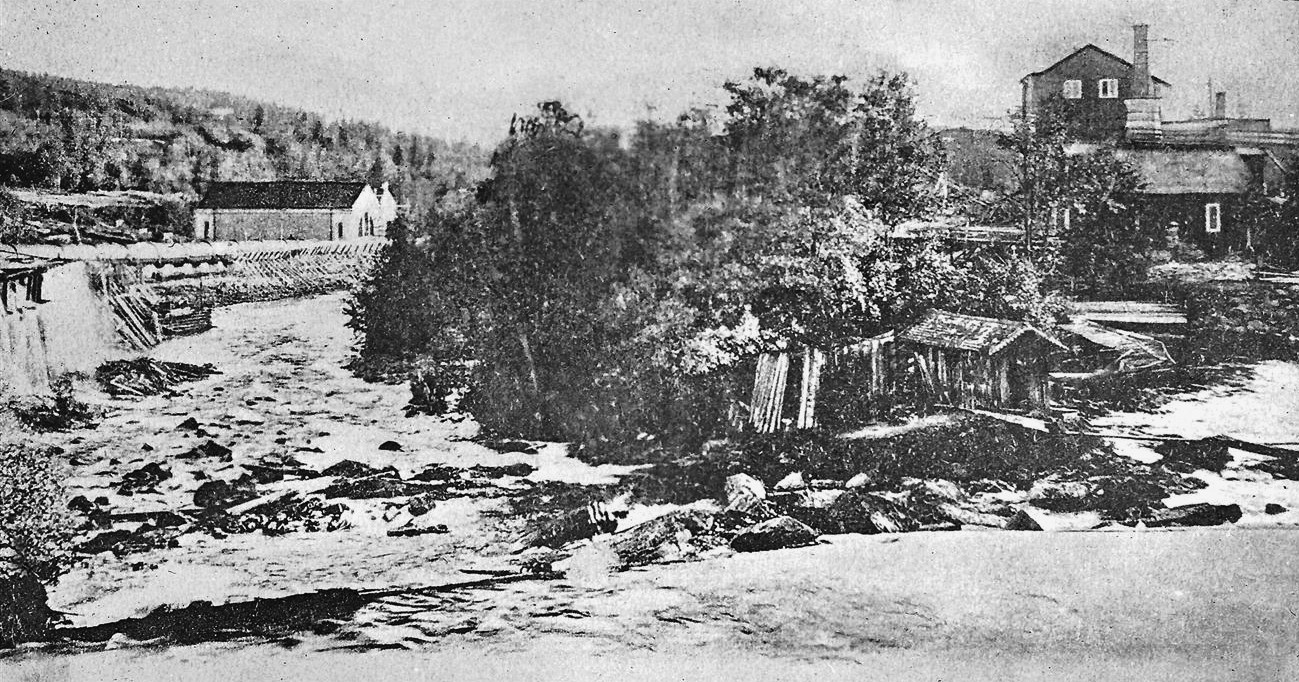
Vy över hytta (t.h.) och kraftstation, ca 1910.

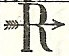
Järnstämpel av familjen Roth av Ludvika.

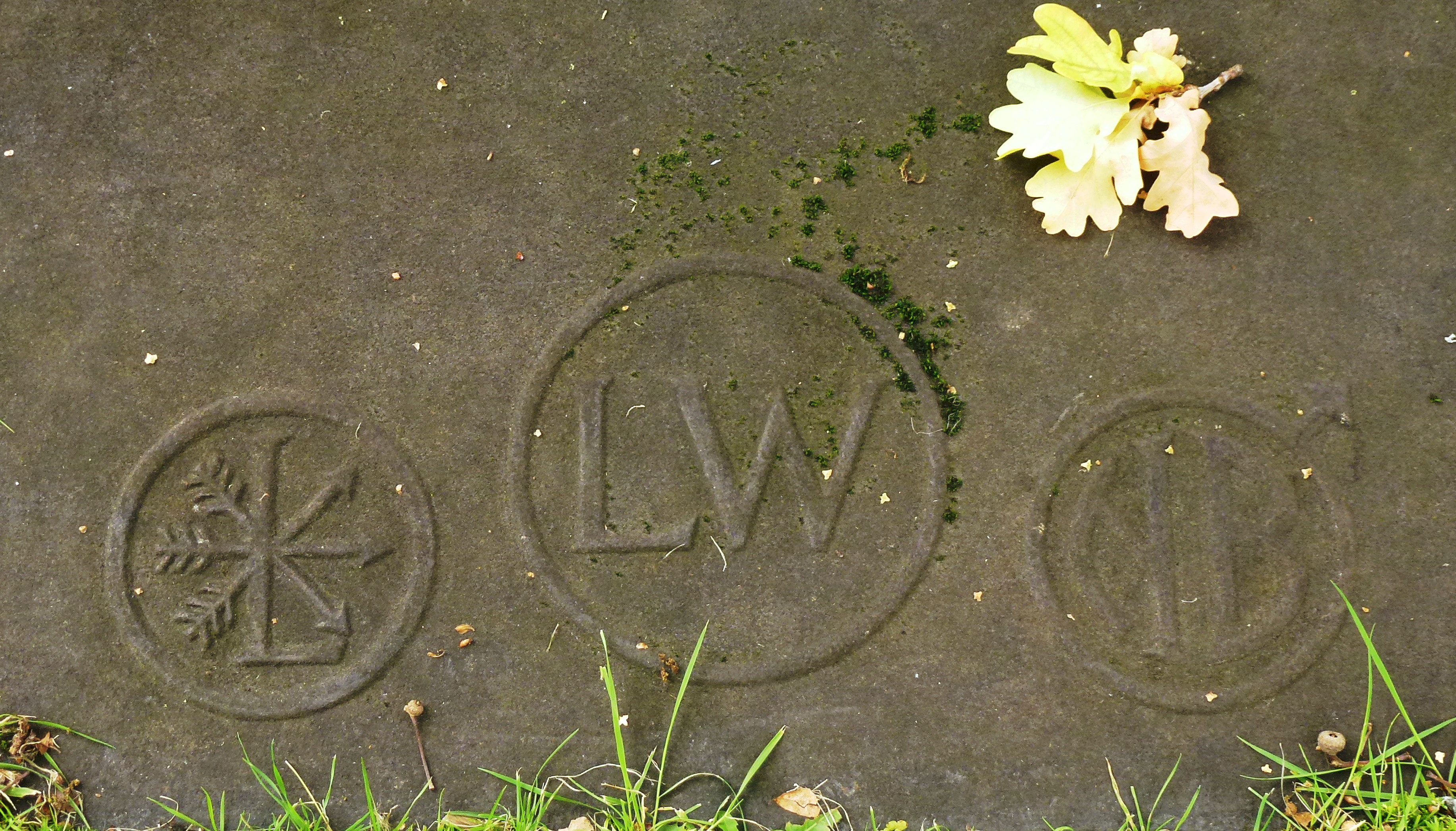
Järnstämplar, Ludvikas och Nyhammars bruk.

År 1726 förvärvade landshövdingen i Kopparbergs län Jonas Cedercreutz bruket av kronan. Bruket stannade i familjen Cedercreutz ägo under hela 1700-talet. Med Cedercreutz upplevde bruket sin blomstringstid och hörde till Sveriges största järnverk. Han bebodde Ludvika herrgård från 1720 till sin död 1727. Bruket gick i arv till sonen Carl Gustaf och sedan till sonsonen Johan Axel. Han lät uppföra den nuvarande herrgården i slutet av 1700-talet sedan den äldre gården brunnit år 1785. År 1823 eller 1825 köpte Anders Pettersson Wetterdal (1771-1840) upp samtliga andelar i bruket efter familjen Cedercreutz.
År 1836 blev grosshandlaren från Stockholm, Carl Reinhold Roth (1797-1858), den förste brukspatronen med namnet Roth på Ludvika bruk samt på Sunnansjö bruk. Han förvärvade 2/3 av bruksrörelsen från Wetterdal. Av Roths tre söner drev den äldste, Carl Edward Roth (1828-1898) bruket i Ludvika, mellanbroderna Carl Emil Roth (1830-1885) skötte brukets försäljning och finanser i Stockholm medan Carl Ehrenfried Roth 1866 blev ansvarig för smidet.
När Carl Emil Roth avled 1885, blev brodern Carl Edward, som varit brukets disponent efter faderns död, ensam ägare. Vid hans frånfälle 1898 övergick bruket till tre söner. Dessa bildade 1901 aktiebolaget Ludvika Bruksegare, som övertog rörelsen med den äldste sonen, häradshövdingen och advokaten Carl Roth (1862-1932), som chef.
År 1855 fick Ludvika och bruket med Wessman-Barkens Järnväg en järnvägsanslutning med slutstation Marnäs.  Därmed fanns en effektiv transportväg till Smedjebackens hamn med tillgång till Strömsholms kanal. Banan övertogs år 1898 av Stockholm-Västerås-Bergslagens Järnvägar, vars normalspåriga järnväg nådde Ludvika år 1900. Genom tillkomsten av landsvägen och järnvägen delades bruksområdet i två delar: bruket i öst och Ludvika herrgård med bruksgatan och smedsbostäder i väst. Från och med  1901 drevs bruket som aktiebolag. Verksamheten upphörde 1920. Det företag som fick störst betydelse för Ludvikas utveckling var Elektriska AB Magnet, tillkommen på initiativ av bruksdisponent Carl Roth. Han stod även bakom tillkomsten av Ludvika kraftstation som uppfördes 1901-1902 och som fortfarande levererar elenergi till omgivningen.

## Nutid
Av hytta och smedja finns idag ingenting kvar. Det tidigare hyttområdet har en utbredning av cirka 110x80 meter och består av  slaggvarprester och vattenrännor. På platsen finns Ludvika kraftstation som byggdes 1901-1902 av Ludvika Bruk och levererade kraft till Blötbergets och Saxbergets gruva, till Nya Förenade Elektriska AB  samt till vägbelysning. Smedsbostäder, herrgård  och bruksgatan finns delvis bevarade. Området kallas Hammarbacken, som var en del av gamla Ludvika bruk. Här finns en nästan intakt bruksgata, herrgården med flygelbyggnader, smedsbostäder och ett sädesmagasin från 1805 i tre våningar. Gatorna "Bruksgatan" och "Hyttbacken" påminner om den tidigare verksamheten.

## Nutida bilder

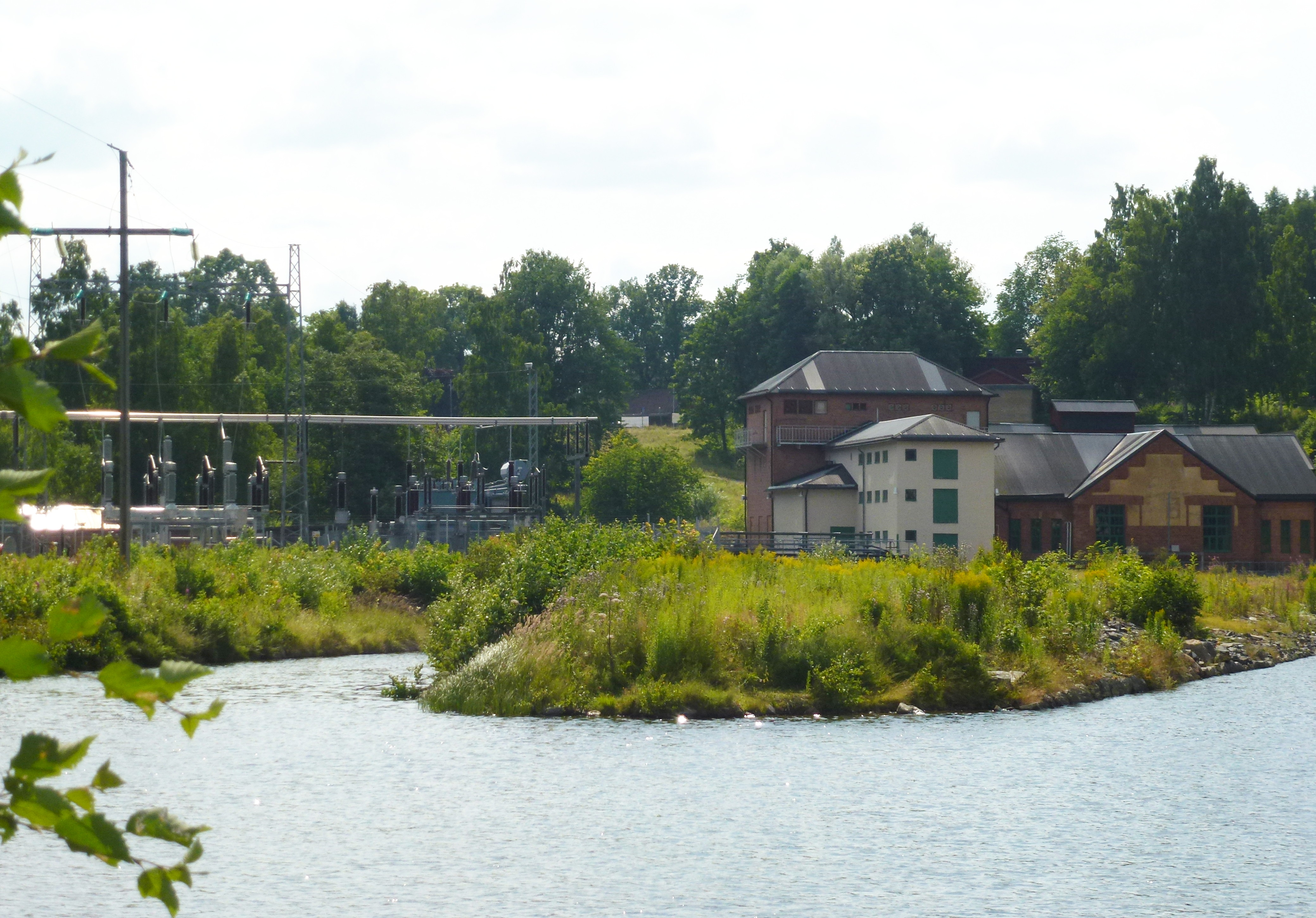
Hyttområdet från norr, 2013
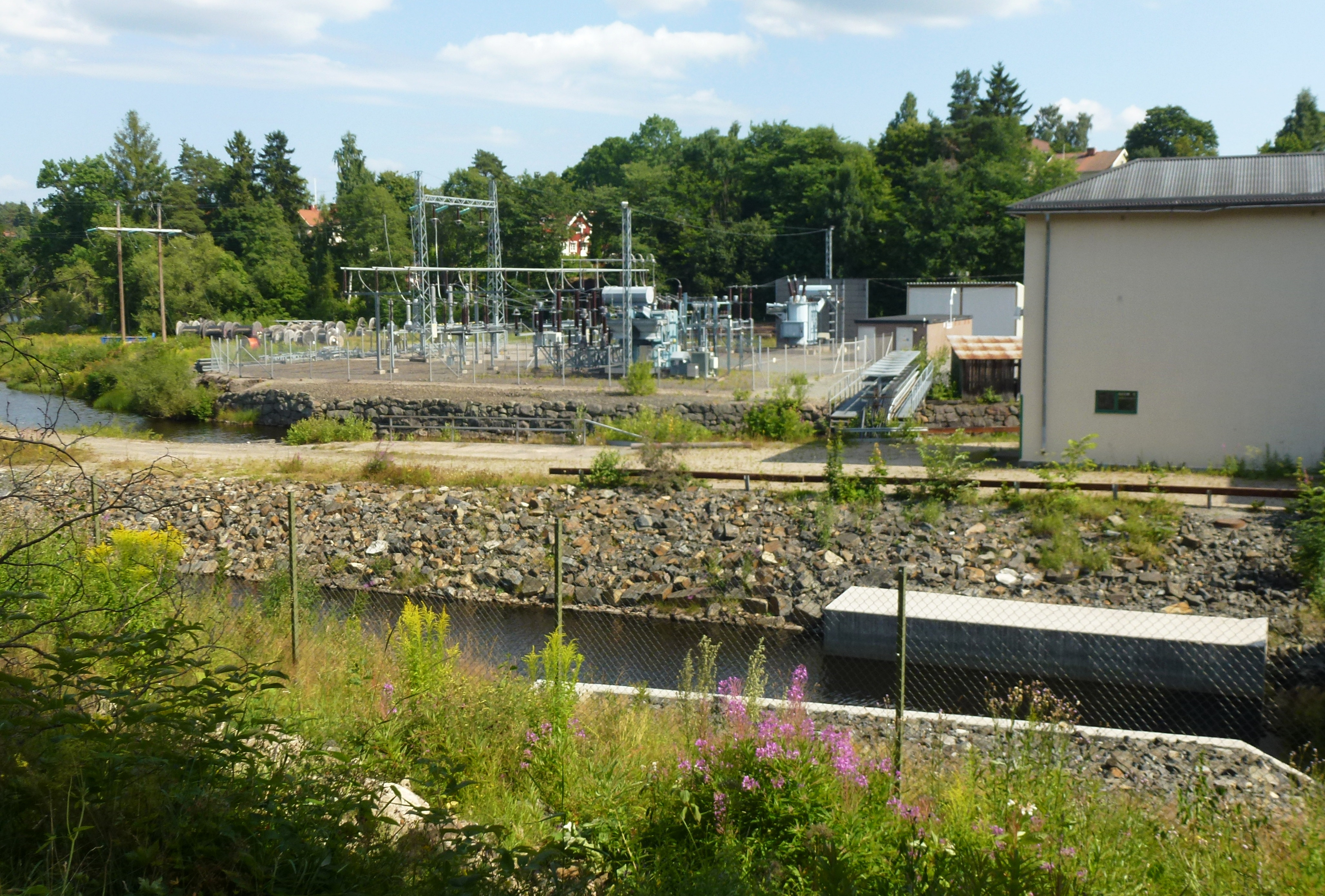
Hyttområdet från väst, 2013
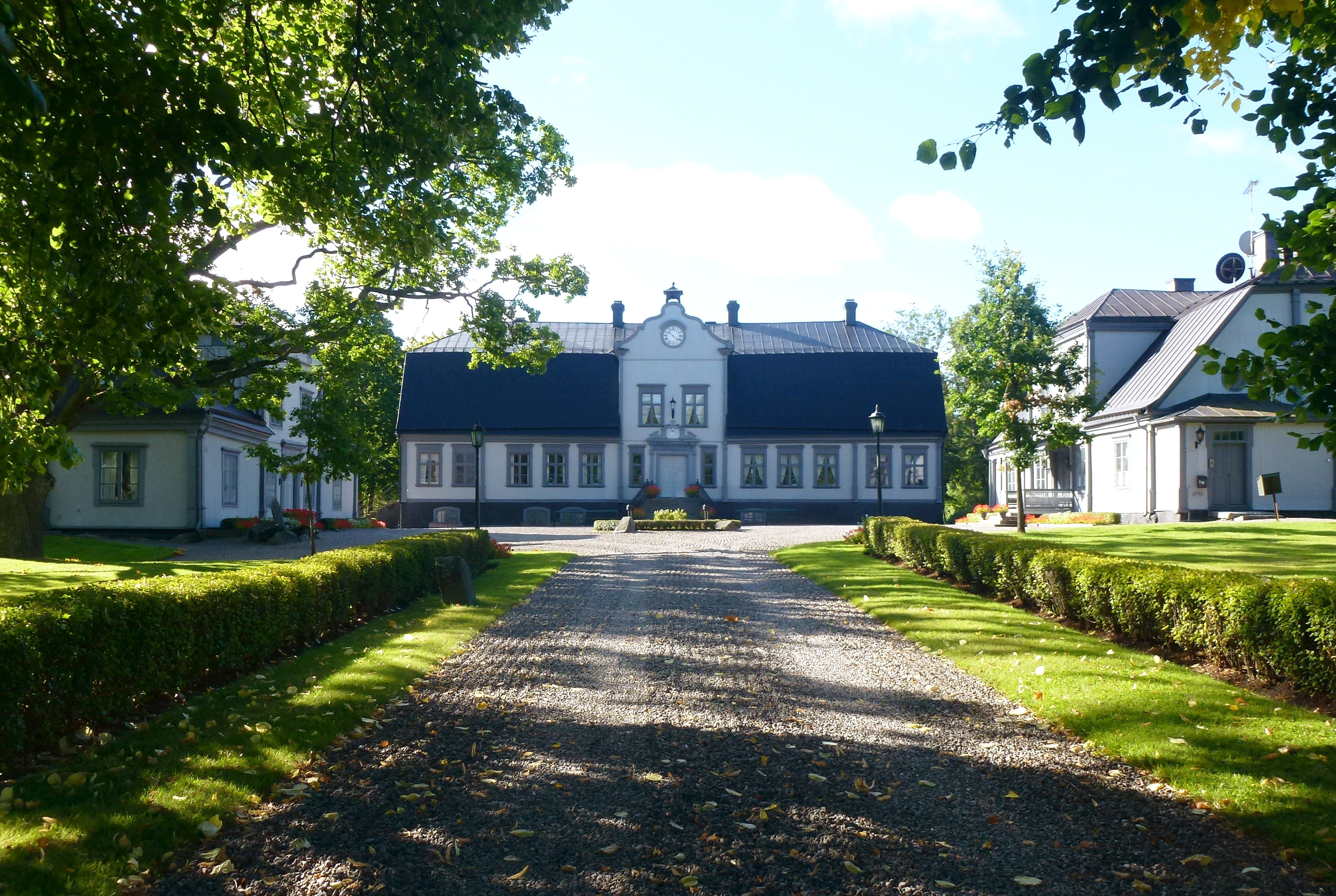
Ludvika herrgård, 2013
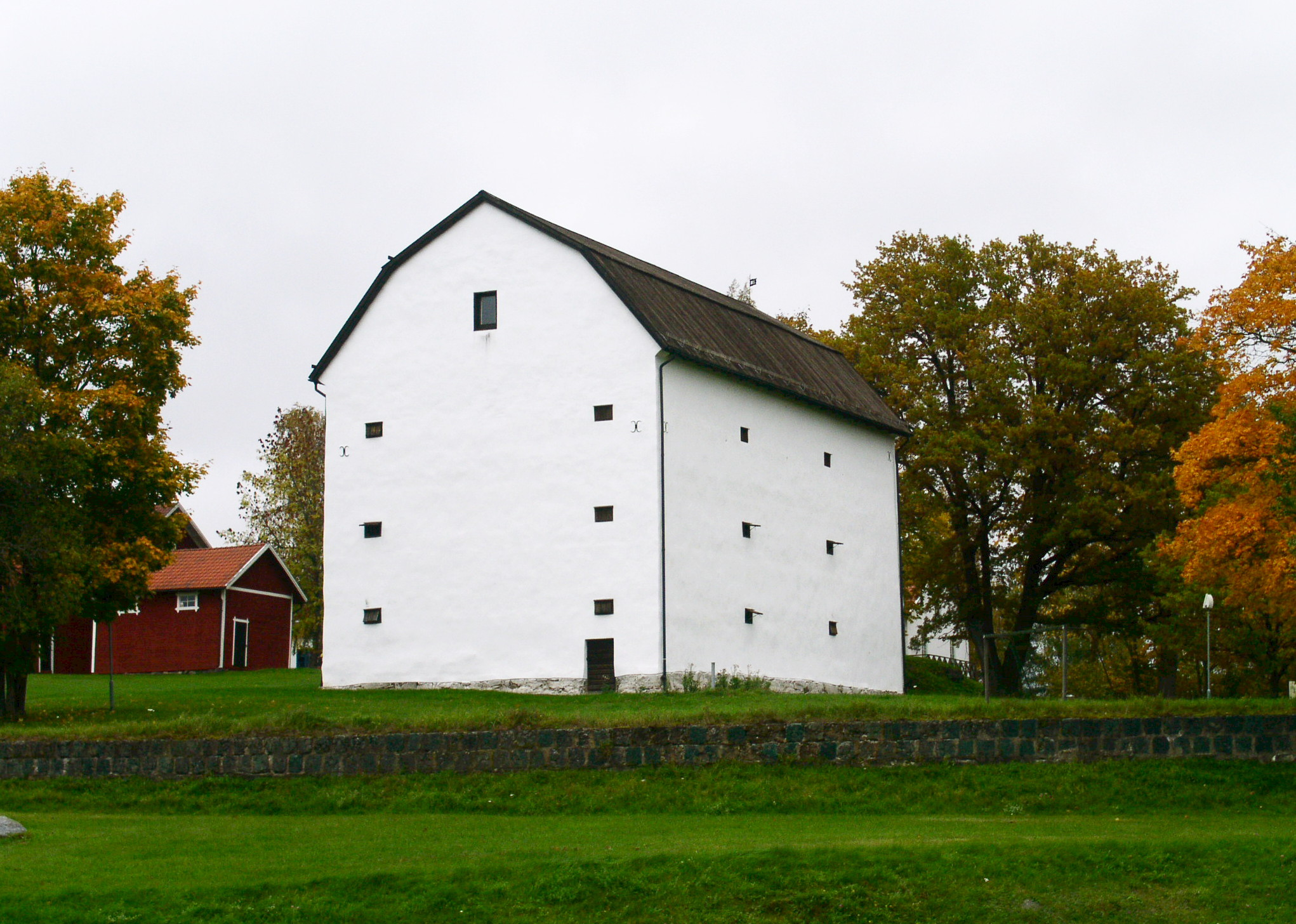
Sädesmagasinet, 2008